# Registro (música)
El término registro normalmente distingue los distintos grupos de sonidos de alturas determinada que se consiguen usando las distintas disposiciones de la columna de aire, y también los registros más altos que se consiguen soplando más fuerte (tránsito de armónico) en los instrumentos de viento madera y viento metal. A menudo, el timbre de los distintos registros de un mismo instrumento de viento es marcadamente diferente.
Por ejemplo, la flauta travesera tiene una tesitura de tres octavas y media y generalmente tiene tres registros completos y un registro parcial. La nota do4 —que es el do que queda entre las dos pentagramas del gran pentagrama (y que corresponde al do central del piano )— correspondería al primer registro en la flauta, mientras que el do5 (una octava más aguda) correspondería ya al segundo registro.
El registro en el que se toca un instrumento, o en el que está escrita la obra musical, afecta la calidad del timbre.
El compositor aprovecha esta cualidad del registro en las distintas formas musicales, utilizando los registros más altos para el clímax de la obra.

## En el canto
Según el barítono y maestro de canto Manuel Vicente García(1805-1906):

El registro es una serie de sonidos homogéneos consecutivos producidos por un mecanismo, esencialmente a partir de otra serie de sonidos igualmente homogéneos producidos por otro mecanismo, cualesquiera sean las modificaciones en el timbre y la fuerza que puedan ofrecer.
Manuel García